# ジェームス英樹
ジェームス 英樹（ジェームス ひでき、1972年3月10日 - ）は、茨城県内で活動しているローカルタレント。本名は中野 英樹（なかの ひでき）。茨城県水戸市出身。血液型はA型。

## 来歴・人物
大学卒業後、会社員となるが司会業に転職した。結婚式の司会、イベント司会、ラジオパーソナリティー、タレント業へと活動を広げる。
趣味はウクレレ、ビーズ、シルバークレー、呑み歩き、筆文字カード制作。好きな食べ物は、ハンバーガー。自身の番組でもオリジナルのハンバーガーを開発するコーナーを設けていた。現在でも、茨城県内のハンバーガーショップが一堂に会するイベント「バーガーバカ」を企画・主催している。

## 出演番組

### 現在の出演番組

#### ラジオ
- LuckyFM茨城放送
  - 「夜遊びジェームス」（毎週月曜 20:00 - 21:00）

#### インターネットテレビ
- 「Vチャンネルいばらき・火曜日」（Vチャンネルいばらき<茨城県土浦市>、毎週火曜 15:00 - 配信）[7]

### 過去の出演番組
- 茨城放送[1]
  - 「ジェームス英樹のRadio Days」
  - 「平成カンカン娘」(メインパーソナリティー)
  - 「ロケットナイト」
  - 「恭ノ介のココで語れば」(レポーター)
- FMぱるるん[1]
  - 「Funky Town」
  - 「Net Jam Box」
  - 「W・O・R」
- FMひたち[1]
  - 「ごじゃっぺいがっぺ」
  - 「ジェームス20世紀男」[8]
  - 「ジェームス大放送」
  - 「ハラペコキッズ」
- 群馬テレビ[1]
  - 「トランス」

- JWAY[9]
  - 「ジェームス英樹と野球deと～く」
  - 「Hola！サタデー」[10]

- NHK水戸放送局
  - 「第2回クイズ茨城王決定戦」[11]

- いばキラTV
  - 「いばキラ★NIGHT木曜日 ジェームス英樹のFATBLOOM」[12]
  - 「ジェームス英樹のじぇ～散歩」[13]
  - 「いばキラStation」[14]
  - 「いばキラpeople！」[15]

- GYAO!
  - 　千鳥の「ロコスタ」

- ちゃんみよTV
  - 「ひでき、きいてるの？」
  - 「茨城の夜を元気にするテレビ」

- Vチャンネルいばらき
  - 「ジェームス英樹のBURGER JOURNEY」